# Pisenus humeralis
Pisenus humeralis is een keversoort uit de familie winterkevers (Tetratomidae). De wetenschappelijke naam van de soort werd in 1837 gepubliceerd door William Forsell Kirby.